# Alamito
Alamito är en ort i Mexiko.   Den ligger i kommunen Francisco I. Madero och delstaten Coahuila, i den centrala delen av landet, 800 km nordväst om huvudstaden Mexico City. Alamito ligger 1 118 meter över havet och antalet invånare är 802.
Terrängen runt Alamito är huvudsakligen platt, men österut är den kuperad. Runt Alamito är det ganska tätbefolkat, med 129 invånare per kvadratkilometer. Närmaste större samhälle är San Antonio del Coyote, 3,7 km sydost om Alamito. Trakten runt Alamito består till största delen av jordbruksmark.